# Нувель, Жан
Жан Нувель (фр. Jean Nouvel; род. 12 августа 1945, Фюмель, Франция) — французский архитектор, лауреат Притцкеровской премии 2008 года.

## Биография и семья
Жан Нувель родился в семье учителей. Сначала он хотел стать художником, но родители хотели для сына более серьёзного образования и он поступил на архитектурное отделение Высшей школы изящных искусств в Бордо. В 1966 году он выиграл стипендию и продолжил обучение в Высшей школе изящных искусств в Париже. Незадолго до окончания учёбы он открыл своё первое архитектурное бюро вместе с Франсуа Сеньором.
У Нувеля два взрослых сына от первого брака и дочь от второго. Его третья жена — шведский архитектор Миа Хагг.

## Общая характеристика работ
В 1976 году Жан Нувель стал одним из основателей архитектурного движения «Марс 1976» и «Архитектурный синдикат».
Первой заметной работой Нувеля стал совместный проект с архитектурным бюро «Architecture Studio» — здание Института арабского мира в Париже. Значимыми работами стали Оперный театр в Лионе, торговый центр «Евралилль» в Лилле, универмаг Galeries Lafayette в Берлине, Культурно-общественный центр в Люцерне, а также выставочный объект «Монолит» на озере Муртензе во время выставки «EXPO-2002». К недавним проектам Нувеля относятся башня Торре Агбар в Барселоне, реконструкция Музея королевы Софии в Мадриде и музей Гуггенхайма в Токио и Рио-де-Жанейро (неосуществлённый проект).
В 1994 году он основал Ateliers Jean Nouvel («Ателье Жана Нувеля»). В 2006 году в архитектурной студии Нувеля работало со 140 сотрудников и его ателье оставалось одним из самых крупных архитектурных бюро Франции. В настоящее время Ateliers Jean Nouvel одновременно реализует 40 проектов внутри страны и за пределами Франции. Центральное отделение бюро находится в Париже, а филиалы в Лондоне, Копенгагене, Миннеаполисе, Риме, Мадриде и Барселоне.
Жан Нувель считается разносторонним архитектором и умеет объединить цвета, материалы и поверхности как никто другой. Он — один из известнейших архитекторов Франции и работает над своими проектами по всей Европе, а также в Азии, Северной и Южной Америке. Его стиль отличает не только цельность архитектурных решений, но и то, как каждое здание идеально вписывается в окружающий ландшафт. «Каждый раз я пытаюсь найти то, что я называю недостающим звеном в пазле, нужное здание на нужном месте» .
В 1991 году Нувель стал вице-президентом Французского института архитектуры, а с 1993 года — почётным членом американского Института архитекторов.

## Дизайн
Жан Нувель реализовал несколько проектов в области дизайна. В частности, в 2005 году он разрабатывал дизайн мебели и столовых приборов для Georg Jensen. В 2008 он создал дизайн флакона для аромата L’Homme, Yves Saint Laurent.

## Критика и оценки
Говоря о работах Нувеля критики отмечают, что он нарушил принципы модернизма и постмодернизма, создав собственный художественный язык. Иногда работы Нувеля определяют как французскую версию такого направления как хай-тек. Сам Нувель неоднократно подчеркивал, что считает себя современным архитектором. «Современность» он оценивал не как исторический стиль или изобразительную программу, а как перспективу и возможность движения вперед.
Жан Нувель скептически относится как к определениям собственного стиля, так и к понятию стиля в современной архитектуре в целом. Он неоднократно отмечал, что стиль не следует сводить к формальным признакам и формальному языу.

## Проекты и архитектурные сооружения
- Институт арабского мира в Париже, 1981—1987
- Торговый центр «Галерея Лафайет» в Берлине, 1991—1995
- Оперный театр в Лионе, 1993
- Фонд Картье в Париже, 1994
- Бутик-отель «The Hotel» в Люцерне, 1999—2000
- Культурно-общественный центр в Люцерне, 1993—1999
- Газометр А в Вене, 2001
- Фасад небоскреба «Кёльнтурмс» в Кёльне, 2001
- Выставочный комплекс «Монолит», (временное сооружение), Муртен 2002
- Штаб-квартира управления водного хозяйства «Torre AgbAr» в Барселоне, 2004
- Аквакомплекс «Бани в доках» в Гавре, Франция
- Концертный зал, Копенгаген (2009)
- Музей цивилизации Африки, Азии, Океании и Австралии (Музей на набережной Бранли) в Париже
- Театр Гатри, Миннеаполис
- Галло-романский музей, Периго, Франция
- Новое крыло Музея королевы Софии, Мадрид
- Дворец юстиции в Нанте
- «Золотой ангел» в Праге
- Лувр в Абу-Даби, 2009—2017
- Развлекательный центр в Кувейте
- Национальный музей Катара в Дохе (новое здание; 2019)
- Развлекательный центр в Дубае (проект)
- Парижская филармония в парке Ля Виллет (2012)
- Небоскреб «Tower Verre» (проект)
- «W-Hotel» в Дубае (проект)
- «Витражный дом» в Нью-Йорке (проект)
- 11 авеню, 100, Нью-Йорк, США.
- Музей Гуггенхайма в Рио-де-Жанейро и Токио (проект)
- «Тур Сигналь» в Париже (2013)
- Дизайн Апарт-отеля The Rooms of Rome — palazzo rhinoceros в Риме (2019)

## Награды
- 1987 — «Архитектурный Гран При» Франции
- 1987 — Премия «Equerre d`Argent» за Институт арабского мира
- 1989 — Премия Ага-хана за этнический музейный проект
- 1998 — Золотая медаль Французской академии архитектуры
- 2000 — Золотой лев Венецианской биеннале
- 2001 — Золотая медаль Королевского института британских архитекторов
- 2001 — Императорская премия
- 2002 — Кавалер ордена Почётного легиона
- 2005 — Премия Вольфа в области искусств (архитектура)
- 2008 — Притцкеровская премия

## Галерея
- Галерея Лафайет в Берлине. 1995 г.
- Газометр А в Вене, 2001 г.
- Башня «Торре Агбар» в Барселоне, 2005 г.
- Небоскреб на 53 улице, Манхэттен, 2012 г.
- Театр Гатри, Миннеаполис, 2006 г.
- Дом на 11 авеню на Манхэттене, 2010 г.
- Летний павильон Галереи Серпентайн, 2010 г.
- Лувр Абу-Даби, 2017 г.